# Dulcești
Dulcești is een Roemeense gemeente in het district Neamț.

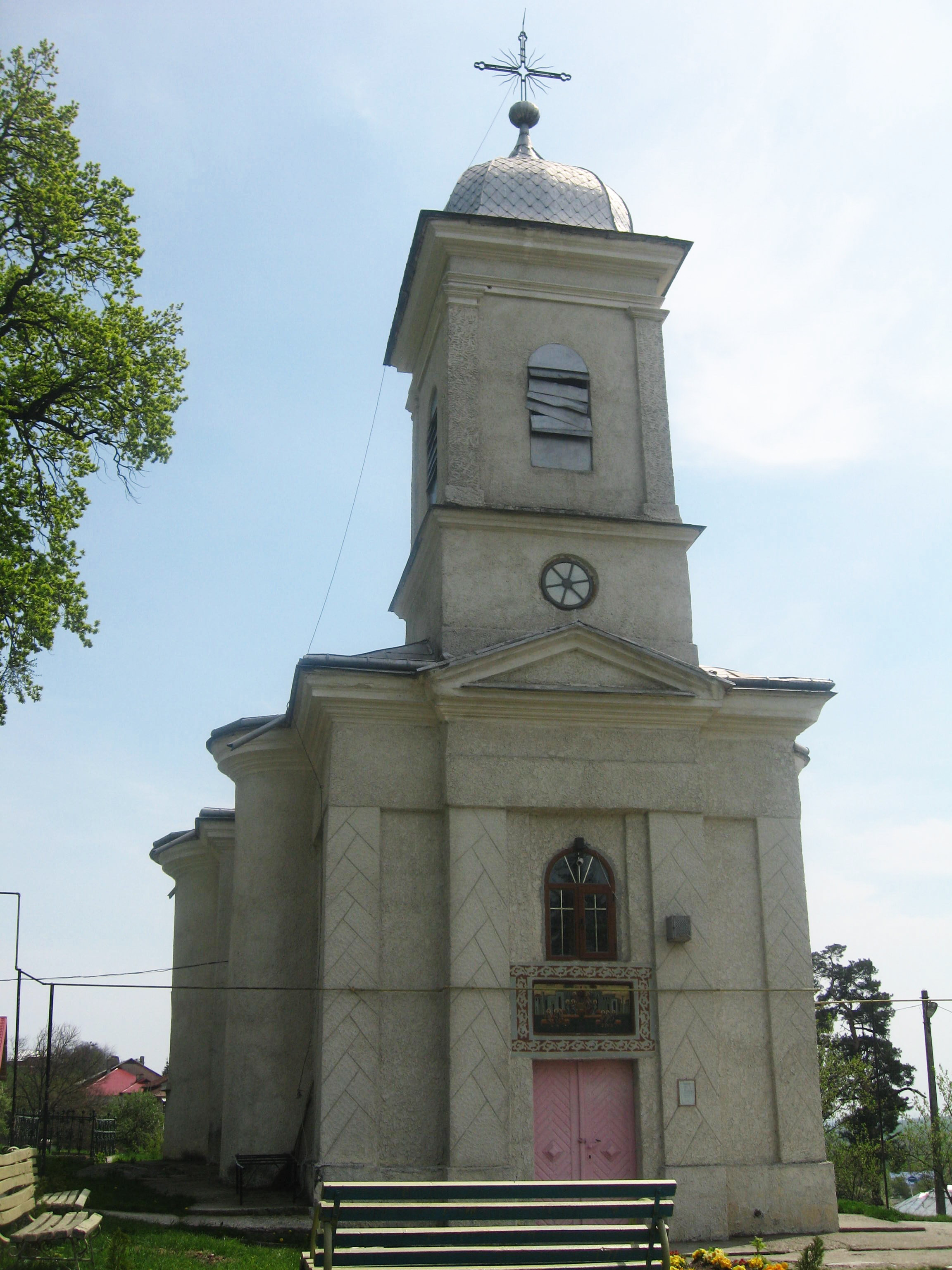
Kerk

Dulcești telt 2659 inwoners.